# カプリビ回廊

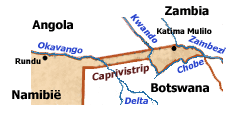
カプリビ回廊の地図

カプリビ回廊（カプリビかいろう、ドイツ語: Caprivizipfel、英語: Caprivi Strip）は、ナミビア共和国の東部に450km（280マイル）あまりの細長く飛び出した領土。南側はボツワナ共和国に、北側はアンゴラ共和国とザンビア共和国に接し、西部でナミビアのカバンゴ州につながっている。また、クアンド川（Cuando）・リニヤンティ川（Linyanti）・チョベ川（Chobe）・ザンベジ川（Zambezi）に接している。地域で最も大きな集落は、カティマ・ムリロである。
また、行政上この地域は東側をザンベジ州に、西側を東カバンゴ州に分かれている。

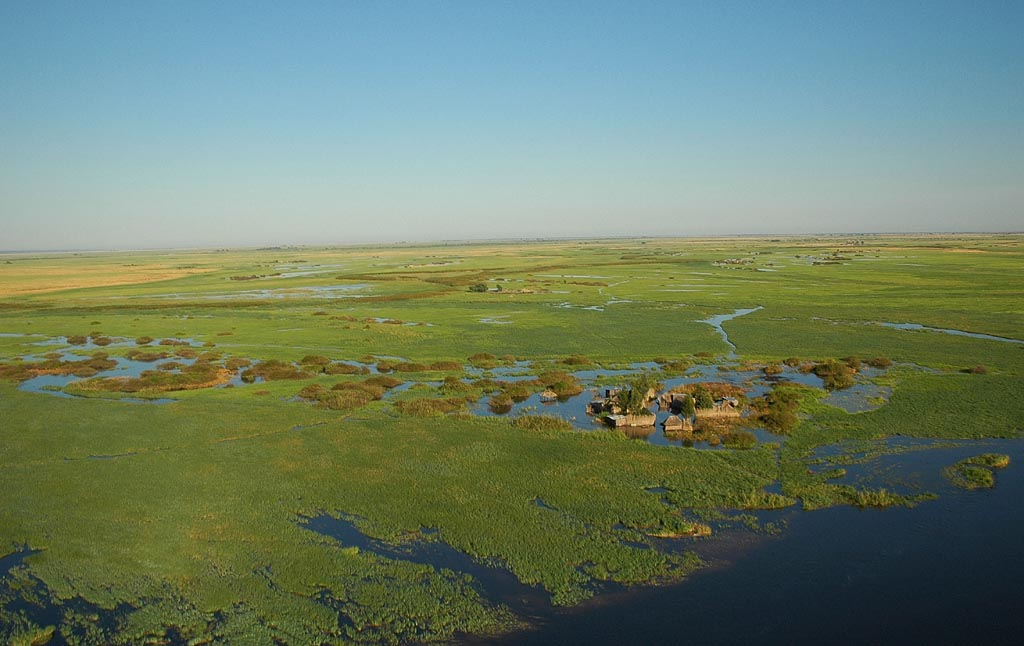
オカヴァンゴ川氾濫原の村

## 言語
カプリビ回廊の住民が使っている言語には、数種類ものアフリカ言語がある。多くはバントゥー語群の言語を話している。また、ナミビア本土とアンゴラの国境に接する北西部では、コイサン語族のフクウェ語が使われている。バントゥー語群の中には、イェイ語、ムブクシュ語、ディリク語、フウェ語、トテラ語、スビヤ語が含まれている。この地域で、特に州都カティマ・ムリロにおいて最も話されるのはロジ語であり、これが共通語となっていると考えられている。また、多くの人が多少の英語を話す。

## 地域の重要性
この地域は野生生物が多く棲息しているほか、鉱物資源も確認されている。特にナミビア政府が興味を示しているのは、ザンベジ川が結果的にアフリカ東海岸へと抜けるアクセスルートになるということだ。しかし、川の水位が気まぐれであり、種々の急流、ビクトリア滝の存在、地域において続く政治的不安定さが、回廊における使い道を見込みの無いものにしている。しかし、今後はエコツーリズムでの活用も見込まれている。

## 歴史

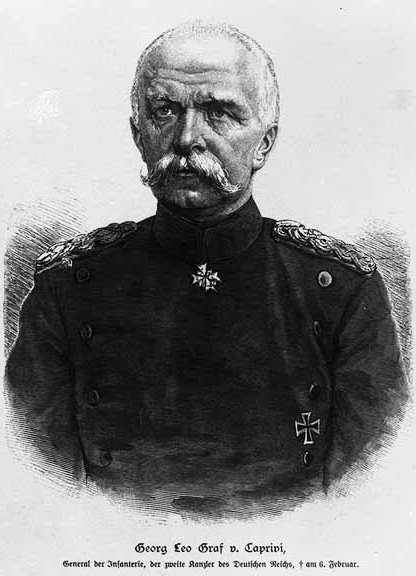
カプリビ回廊の由来となったドイツのレオ・フォン・カプリビ首相

カプリビ回廊は、1890年にイギリスとの領土交換交渉を行ったドイツの首相レオ・フォン・カプリヴィにちなんで命名されている。カプリヴィは、ドイツ領南西アフリカからアフリカ東海岸のタンガニーカへ通じるルートであるザンベジ川へのアクセスを得るため、カプリビ回廊の併合を行った。この併合は、ドイツがザンジバルの権益を放棄する代わりに北海のヘルゴラント島やカプリビ回廊などを得たヘルゴランド＝ザンジバル条約の一部として行われた。
カプリビ回廊は軍事的にも重要であった。1970年から1979年の南ローデシア紛争、1965年から1994年のアフリカ民族会議による南アフリカ政府に対抗する活動、アンゴラ内戦において、この小さな地域は他地域への回廊として多くの武力行使と侵入が絶えず繰り返された。1990年代後半には、独立紛争（カプリビ紛争）も発生している。
また、カプリビ回廊はナミビアとボツワナが国境線をめぐる長年の争いを国際司法裁判所に託した際にも注目を集めた。議論の中心は、どの水路がチョベ川の真の国境線かというものであった。これは、川の中央にあった大きな島（ナミビアではカシキリ島、ボツワナではセドウドウ島と呼ばれる）がどちらの国に属するかを決定付ける重要性を持っていた。ボツワナ政府は、この島はチョベ国立公園の一体不可分なものと主張した。一方ナミビア政府は、カプリビ回廊東部の住民の多くが、ドイツとイギリスの条約の一部として保有するだけではなく、数世代にわたって季節牧草地としてアシ集めや埋葬地に使ってきたことを主張した。1999年12月、国際司法裁判所は、主要な水路と今後の国境線を島の北側と定め、島はボツワナの領土として決定された。